# Zbruch
Sông Zbruch (tiếng Ukraina: Збруч), còn viết là "sông Zbrucz", là một con sông ở miền tây Ukraina, chi lưu tả ngạn sông Dnister.Nó chảy trong cao nguyên Podilska. Tên gọi Zbruch cũng là tên gọi của tượng thần Zbruch, một bức tượng thần của người Slav trong thế kỷ 9 trong dạng một cột có đầu với 4 mặt, tìm thấy năm 1848 trong sông này.
Giai đoạn từ năm 1772 tới năm 1807 và từ năm 1815 tới năm 1918, con sông này là biên giới giữa Galicia thuộc Áo và đế quốc Nga. Sau Liên minh Ba Lan-Ukraina năm 1920 nó đã từng được coi là biên giới giữa Ba Lan và Ukraina. Sau Hiệp ước Riga năm 1921, biên giới Ba Lan-Liên Xô được thiết lập trong khu vực chạy dọc theo con sông này và tồn tại tới năm 1939.
Nó dài 247 km và diện tích lưu vực là 3.330 km². Độ sâu trung bình khoảng 1,5–2 m. Bề rộng trung bình 8–11 m. Các chi lưu của nó là sông Gnila (hữu ngạn), sông Bovvanets (tả ngạn). Trên hai bờ sông của Zbruch là khu bảo tồn Medobory (tỉnh Ternopil) và Vườn tự nhiên quốc gia Podilski Tovtri (tỉnh Khmelnitskii).